# Кваліфікація Ліги чемпіонів УЄФА 2020—2021
Кваліфікація Ліги чемпіонів УЄФА 2020—2021 розпочалась 8 серпня та закінчилася 30 вересня.
55 команд змагалися за 6 путівок в Лігу чемпіонів УЄФА 2020—2021, з яких 44 команди змагаються в Шляху чемпіонів та 11 — в Шляху нечемпіонів. 4 команди зі Шляху чемпіонів та 2 зі Шляху нечемпіонів проходять у груповий етап, де приєднаються до 26 команд, що потрапили до групового етапу напряму.
Час вказано в EET/EEST (місцевий час вказано в дужках, якщо він відрізняється від вказаного).

## Команди

### Шлях чемпіонів
До Шляху чемпіонів потрапили усі чемпіони національних чемпіонатів, які не потрапили до Групового етапу напряму. Шлях чемпіонів складається з:
- Попередній раунд (4 команди, що грають одноматчеві півфінали та фінал): у цьому раунді починають 4 команди.
- Перший кваліфікаційний раунд (34 команди): у цьому раунді починають 33 команди, до яких приєднається 1 переможець попереднього раунду.
- Другий кваліфікаційний раунд (20 команд): у цьому раунді починають 3 команди, до яких приєднаються 17 переможців першого кваліфікаційного раунду.
- Третій кваліфікаційний раунд (12 команд): у цьому раунді починають 2 команди, до яких приєднаються 10 переможців другого кваліфікаційного раунду.
- Раунд плей-оф (8 команд): у цьому раунді починають 2 команди, до яких приєднаються 6 переможців третього кваліфікаційного раунду.

Усі команди, що вибули зі шляху чемпіонів, потрапляють до Ліги Європи:
- 3 команди, що програли в попередньому раунді та 17, що програли в першому кваліфікаційному раунді потрапляють до другого кваліфікаційного раунду (шлях чемпіонів).
- 10 команд, що програли в другому кваліфікаційному раунді, потрапляють до третього кваліфікаційного раунду (шлях чемпіонів).
- 6 команд, що програли в третьому кваліфікаційному раунді, потрапляють до раунду плей-оф (шлях чемпіонів).
- 4 команди, що програли у раунді плей-оф, потрапляють до групового етапу.

Нижче наведено команди, що потрапили до шляху чемпіонів (разом зі своїми клубними коефіцієнтами 2020), згруповані за стартовим раундом.
| Легенда |
| --- |
| Переможці раунду плей-оф (потрапляють до групового етапу) |
| Команди, що програли у раунді плей-оф (груповий етап Ліги Європи)                                                                                              |
| Команди, що програли у третьому відбірковому раунді та 2 команди, що програли у другому відбірковому раунді (Лудогорець та Тирана) (раунд плей-оф Ліги Європи) |
| Команди, що програли у другому відбірковому раунді (третій кваліфікаційний раунд Ліги Європи)                                                                  |
| Команди, що програли у попереднього раунді та першому відбірковому раунді (другий кваліфікаційний раунд Ліги Європи)                                           |

| Команда            | КК     |
| ------------------ | ------ |
| Ред Булл           | 53.500 |
| Олімпіакос (Пірей) | 43.000 |
| Славія             | 27.500 |

| Команда     | КК     |
| ----------- | ------ |
| Динамо      | 33.500 |
| Янг Бойз    | 25.500 |
| Мідтьюлланн | 14.500 |

| Команда             | КК     |
| ------------------- | ------ |
| Селтік              | 34.000 |
| Астана              | 29.000 |
| Лудогорець          | 26.000 |
| Црвена Звезда       | 22.750 |
| Карабах             | 21.000 |
| Легія               | 17.000 |
| Маккабі (Тель-Авів) | 16.500 |
| Молде               | 15.000 |
| Шериф               | 12.750 |
| Клуж                | 12.500 |
| Ференцварош         | 9.000  |
| Дандолк             | 8.500  |
| Слован (Братислава) | 7.000  |
| Судува              | 6.750  |
| Омонія              | 5.350  |
| Сараєво             | 4.750  |
| Динамо (Тбілісі)    | 4.750  |
| Фола                | 4.750  |
| Юргорден            | 4.550  |
| Будучност           | 4.250  |
| Флора               | 4.000  |
| Динамо (Брест)      | 3.775  |
| Рига                | 3.500  |
| Коннас-Кі Номадс    | 3.250  |
| Клаксвік            | 2.750  |
| Юероп               | 2.750  |
| Цельє               | 2.600  |
| Арарат-Вірменія     | 2.500  |
| КуПС                | 2.500  |
| Рейк'явік           | 2.500  |
| Тирана              | 1.475  |
| Сілекс              | 1.475  |
| Флоріана            | 1.150  |

| Команда   | КК    |
| --------- | ----- |
| Лінфілд   | 4.250 |
| Тре Фйорі | 1.500 |
| Дріта     | 1.500 |
| Інтер     | 0.566 |

### Шлях нечемпіонів
До шляху нечемпіонів потрапляють усі команди, які не стали чемпіонами своїх національних чемпіонатів (ліг) та не потрапили безпосередньо до групового етапу. Цей шлях складається з наступних раундів:
- Другий кваліфікаційний раунд (6 команд): у цьому раунді починають 6 команд.
- Третій кваліфікаційний раунд (8 команд): у цьому раунді починають 5 команд, до яких приєднаються 3 переможця другого кваліфікаційного раунду.
- Раунд плей-оф (4 команди): в цей раунд потрапляють 4 переможця третього кваліфікаційного раунду.

Усі команди, що вибули зі шляху нечемпіонів, потрапляють до Ліги Європи:
- 3 команди, що програли в другому відбірковому раунді, потрапляють до третього кваліфікаційного раунду (головний шлях).
- 4 команди, що програли в третьому кваліфікаційному раунді та 2, що програли у раунді плей-оф, потрапляють до групового етапу.

Нижче наведено команди, що потрапили до шляху чемпіонів (разом зі своїми клубними коефіцієнтами 2020), згруповані за стартовим раундом.
| Легенда                                                                                             |
| --------------------------------------------------------------------------------------------------- |
| Переможці раунду плей-оф (потрапляють до групового етапу)                                           |
| Команди, що програли у раунді плей-оф та третьому кваліфікаційному раунді груповий етап Ліги Європи |
| Команди, що програли у другому відбірковому раунді третій кваліфікаційний раунд Ліги Європи         |

| Команда   | КК     |
| --------- | ------ |
| Краснодар | 35.500 |

| Команда | КК     |
| ------- | ------ |
| Бенфіка | 70.000 |
| Динамо  | 55.000 |
| Гент    | 39.500 |

| Команда    | КК     |
| ---------- | ------ |
| Бешикташ   | 54.000 |
| Вікторія   | 34.000 |
| Рапід      | 22.000 |
| ПАОК       | 21.000 |
| АЗ         | 18.500 |
| Локомотива | 4.975  |

## Формат
Формат кваліфікації було змінено через пандемію коронавірусної хвороби 2019. В результаті змін в кожному, окрім матчів Раунду плей-офф, команди грають один матч на полі однієї з команд (визначається жеребкуванням). Матчі Попереднього раунду відбуваються на нейтральному полі. Якщо по завершеню основного часу команди зіграли в нічию, команди продовжують грати додатковий час. Якщо по завершенню додаткового часу досі нічия, тоді призначаються післяматчеві пенальті.
У Раунді плей-оф кожна пара грає два матчі, де кожна команда грає по одному матчу вдома. Команда, яка забиває більше голів за сукупністю за двох ігор, проходить до наступного раунду. Якщо сума забитих голів є рівною, застосовується правило гола, забитого на чужому полі (тобто команда, яка забиває більше голів в гостях, проходить далі). Якщо за цим показником теж нічия, то команди грають додатковий час. По закінченню додаткового часу, для виявлення переможця застосовують такі ж правила, як і до його початку: якщо за сумою голів, забитих у обох матчах та додатковому часі переможця не виявлено, то знову застосовують правило гола на виїзді (тільки тепер з урахуванням голів у додатковому часі). Якщо під час додаткового часу жодна команда не забила (тобто переможця досі не визначено), призначаються післяматчеві пенальті. 
У жеребкуваннях кожного раунду, команди поділяються на сіяних та несіяних на основі клубних коефіцієнтів УЄФА 2020. Якщо коефіцієнт команди не є остаточним на момент жеребкування (тобто, якщо у команди ще є матчі у Лізі Чемпіонів 2019-20, або Лізі Європи 2019-20), в жеребкуванні використовується актуальний коефіцієнт з урахуванням усіх матчів, що були зіграні в ЛЧ та ЛЄ 2019-20 (Стаття 13.03). Кількість сіяних та несіяних команд однакова. Сіяні команди можуть зіграти тільки з однією з несіяних. Також за результатами жеребкування визначається, яка з команд буде грати вдома (або буде номінальним господарем у матчах попереднього раунду), або яка з команд зіграє перший матч вдома у Раунді плей-оф. Якщо команда невідома на момент проведення жеребкуваня (на приклад, коли жеребкування проводиться до завершення попереднього раунду), розділення на сіяних-несіяних проводиться за припущенням, що команда з більшим коефіцієнтом буде переможцем пари (тобто, якщо команда з меншим коефіцієнтом обігрує суперника з більшим коефіцієнтом, то у наступному раунді просто займає місце команди, коефіцієнт якої використовувався в жеребкуванні). Перед жеребкуваннями УЄФА може формувати «групи» відповідно до принципів, встановлених Комітетом Клубних змагань, але вони виключно для зручності проведення жеребкування (не впливають на саме змагання). За рішенням УЄФА, команди з асоціацій, що знаходяться у стані політичного конфлікту, за результатами жеребкування не можуть потрапити в одну пару (тобто, грати одна проти одної). Після жеребкування, УЄФА може поміняти, яка з команд грає перший матч вдома, через використання стадіону декількома командами, чи інших причин.
Через пандемію коронавірусної хвороби 2019, під час кваліфікації застосовуються наступні спеціальні правила:
- Перед кожним жеребкуванням, УЄФА буде публікувати список відомих обмеження на поїздки. Команди мають повідомити УЄФА, якщо якесь з обмежень не увійшло до списку. Якщо команда не повідомила УЄФА, в результаті чого матч не може відбутися, команда вважається винною і їй призначається автоматична поразка.
- Якщо обмеження було накладене країною команди, що грає вдома, яке перешкоджає в'їзду команди, що грає на виїзді, домашня команда має запропонувати альтернативне місце проведення матчу, яке не має обмежень. Інакше команді, що грає вдома, призначається автоматична поразка.
- Якщо обмеження накладено країною команди, що грає на виїзді, яке перешкоджає виїзду чи поверненню команди, команда, що грає вдома, має запропонувати альтернативне місце проведення матчу, яке не має обмежень. Інакше УЄФА визначить місце.
- Якщо після жеребкування країна однієї з команд-учасників накладає нові обмеження, які завадили проведенню матчу, автоматична поразка призначається тій команді, країна якої наклала обмеження.
- Якщо одна з команд відмовляється грати у матчі, цій команді призначається автоматична поразка. Якщо обидві команди відмовляються грати, або обидві відповідальні за відміну матчу, обидві команди отримують дискваліфікацію.
- Якщо команда має гравців та/або персонал, у яких виявлено позитивні результати на наявність коронавірусної інфекції, що перешкоджає проведенню матчу до кінцевого терміну, який призначили УЄФА, цій команді призначається автоматична поразкаю
- В усіх випадках команди можуть домовитися зіграти матч на полі команди, яка мала грати на виїзді чи на нейтральному полі. В такому випадку УЄФА має затвердити місце проведення. УЄФА має останнє слово у визначенні місця проведення будь-якого матчу або перенесенні дати проведення будь-якого матчу у разі необхідності.
- Якщо з будь-яких причин кваліфікація не може бути завершена до терміну, визначеного УЄФА, УЄФА буде вирізувати, за яким чином визначати команди, які пройдуть до Групового етапу.

Чотири країни (Польща, Угорщина, Греція та Кіпр) надали нейтральні поля, які дадуть змогу провести матч без обмежень.

## Розклад
Турнір мав розпочатися в червні 2020, але був перенесений на серпень 2020 через пандемію коронавірусної хвороби 2019. Новий розклад було оголошено виконавчим комітетом УЄФА 17 червня 2020.
Усі матчі кваліфікації,  за винятком Раунду плей-оф, будуть проведені в одноматчевому форматі, де домашня команда в кожній парі визначається жеребкуванням (окрім матчів Попереднього раунду, які проводяться на нейтральному полі). Усі матчі проводяться без глядачів.
| Раунд                        | Дата жеребкування | Дата матчів                                                           |
| ---------------------------- | ----------------- | --------------------------------------------------------------------- |
| Попередній раунд             | 17 липня 2020     | 8 серпня 2020 (півфінальний раунд) 11 серпня 2020 (фінальний раунд)   |
| Перший кваліфікаційний раунд | 9 серпня          | 18-19 серпня 2020                                                     |
| Другий кваліфікаційний раунд | 10 серпня         | 25-26 серпня 2020                                                     |
| Третій кваліфікаційний раунд | 31 серпня         | 15-16 вересня                                                         |
| Раунд плей-оф                | 1 вересня         | 22-23 вересня 2020 (перші матчі) 29-30 вересня 2020 (матчі-відповіді) |

Попередній розклад, запланований до пандемії наведено нижче (усі жеребкування проводяться в штаб-квартирі УЄФА у  Ньйоні).
| Раунд                        | Дата жеребкування | Перші матчі                         | Матчі-відповіді                  |
| ---------------------------- | ----------------- | ----------------------------------- | -------------------------------- |
| Попередній раунд             | 9 червня 2020     | 23 червня 2020 (півфінальний раунд) | 26 червня 2020 (фінальний раунд) |
| Перший кваліфікаційний раунд | 16 червня 2020    | 7–8 липень 2020                     | 14–15 липень 2020                |
| Другий кваліфікаційний раунд | 17 червня 2020    | 21–22 липень 2020                   | 28–29 липень 2020                |
| Третій кваліфікаційний раунд | 20 липень 2020    | 4–5 серпня 2020                     | 11 серпня 2020                   |
| Раунд плей-оф                | 3 серпня 2020     | 18–19 серпня 2020                   | 25–26 серпня 2020                |

## Попередній раунд
Жеребкування відбулося 17 липня 2020 року.

### Команди
В Попередньому раунді беруть участь 4 команди. На момент проведення жеребкування ще не був затверджений список учасників, тому для жеребкування використовувався коефіцієнт асоціацій, замість клубного коефіцієнту. Для півфінального раунду, дві команди (з асоціацій 52 та 53 — Північна Ірландія та Косово) були сіяними та дві інші команди (з асоціацій 54 та 55 — Андорра та Сан-Марино) були несіяними. У кожній парі команда, яка випала першою під час жеребкування, вважається номінальним господарем матчу.
| Сіяні             | Несіяні             |
| ----------------- | ------------------- |
| - Лінфілд - Дріта | - Інтер - Тре Фйорі |

### Турнірна сітка
|  | Півфінальний раунд | Півфінальний раунд |                |   | Фінальний раунд | Фінальний раунд |
|  |                    |                    |                |   |                 |                 |
|  | 8 сер — Ньйон      |                    |                |   |                 |                 |
|  |                    |                    |                |   |                 |                 |
|  | Дріта              | 2                  |                |   |                 |                 |
|  | Дріта              | 2                  | 11 сер — Ньйон |   |                 |                 |
|  | Інтер              | 1                  |                |   |                 |                 |
|  | Інтер              | 1                  | Дріта (ТП)     | 0 |                 |                 |
|  | 8 сер — Ньйон      |                    | Дріта (ТП)     | 0 |                 |                 |
|  |                    | Лінфілд            | 3              |   |                 |                 |
|  | Тре Фйорі          | Лінфілд            | 3              | 0 |                 |                 |
|  | Тре Фйорі          |                    |                | 0 |                 |                 |
|  | Лінфілд            | 2                  |                |   |                 |                 |
|  | Лінфілд            | 2                  |                |   |                 |                 |

### Результати
Півфінальні матчі відбулися 8 серпня 2020 року, а фінал — 11 серпня 2020 року. Усі матчі цього раунду проходили на стадіоні «Коловрей» у Ньйоні, Швейцарія.
| Команда 1 | Рахунок | Команда 2 |
| --------- | ------- | --------- |
| Тре Фйорі | 0:2     | Лінфілд   |
| Дріта     | 2:1     | Інтер     |

| Команда 1 | Рахунок     | Команда 2 |
| --------- | ----------- | --------- |
| Дріта     | 0:3 (техн.) | Лінфілд   |

1. ↑  Фінальний матч попереднього раунду між командами Дріта та Лінфілд, який мав відбутися 11 серпня 2020 року, було скасовано, оскільки два гравця Дріти отримали позитивний результат на SARS-CoV-2. Уряд Швейцарії відправив на карантин усю команду.[9][10] В результаті Дріті зарахували технічну поразку згідно з положеннями регламенту УЄФА щодо випадків, пов'язаних з COVID-19.[11][12]

### Півфінальний раунд
| Півфінал 1 8 серпня 2020 | Тре Фйорі | 0:2      | Лінфілд              | Спортивний центр Коловрей, Ньйон |  |
| 16:00 (15:00 CEST)       |           | Протокол | Ері 71' Манзінга 83' |                                  |  |
|                          |           |          |                      |                                  |  |

| Півфінал 2 8 серпня 2020 | Дріта                   | 2:1      | Інтер      | Спортивний центр Коловрей, Ньйон |  |
| 19:00 (18:00 CEST)       | Шабані 21' Намані 45+3' | Протокол | Гарсія 29' |                                  |  |
|                          |                         |          |            |                                  |  |

### Фінальний раунд
| Фінал 11 серпня 2020 | Дріта | 0:3 (технічна поразка) | Лінфілд | Спортивний центр Коловрей, Ньйон |  |
| 19:00 (18:00 CEST)   |       | Протокол               |         |                                  |  |
|                      |       |                        |         |                                  |  |

1. ↑  Фінальний матч попередього раунду між командами Дріта та Лінфілд, який мав відбутися 11 серпня 2020, було скасовано, оскільки два гравця отримали позитивний результат на SARS-CoV-2. Уряд Швейцарії відправив на карантин усю команду.[9][10] В результаті Дріті була зарахована технічна поразка з рахунком 0:3, а Лінфілд, як переможці, пройшли в наступний раунд.[11][12]

## Перший кваліфікаційний раунд
Жеребкування відбулося 9 серпня 2020 року. Матчі відбулися 18-19 серпня 2020 року.

### Команди
Усього 34 команди мають зіграти в першому кваліфікаційному раунді: 33 команди, які потрапляють до цього раунду напряму, та 1 переможець Попереднього раунду. Для жеребкування використовуються клубниі коефіцієнтіи УЄФА за 2020 рік. Для переможця Попереднього раунду (який не буде відомиу на момент жеребкування) використовувється коефіцієнт команди, з найбільшим КК.
| Група 1                                                     | Група 1                                   | Група 2                                          | Група 2                           | Група 3                      | Група 3                                  |
| Сіяні                                                       | Несіяні                                   | Сіяні                                            | Несіяні                           | Сіяні                        | Несіяні                                  |
| ----------------------------------------------------------- | ----------------------------------------- | ------------------------------------------------ | --------------------------------- | ---------------------------- | ---------------------------------------- |
| - Селтік - Легія - Ференцварош                              | - Юргорден - Лінфілд[†] - Рейк'явік       | - Црвена Звезда - Шериф - Сараєво                | - Фола - Коннас-Кі Номадс - Юероп | - Лудогорець - Клуж - Омонія | - Будучност - Арарат-Вірменія - Флоріана |
| Група 4                                                     | Група 4                                   | Група 5                                          | Група 5                           |                              |                                          |
| Сіяні                                                       | Несіяні                                   | Сіяні                                            | Несіяні                           |                              |                                          |
| - Астана - Карабах - Маккабі (Тель-Авів) - Динамо (Тбілісі) | - Динамо (Брест) - Рига - Тирана - Сілекс | - Молде - Дандолк - Слован (Братислава) - Судува | - Флора - Клаксвік - Цельє - КуПС |                              |                                          |

Примітки
1. † Переможець Попереднього раунду. Оскільки на момент жеребкування не було відомо, хто переможець, використовувався коефіцієнт команди з найбільшим КК. Команди, відмічені курсивом, обіграли суперника з більшим коефіцієнтом і, таким чином, використовували коефіцієнт суперника під час жеребкування.

### Результати
| Команда 1           | Рахунок        | Команда 2           |
| ------------------- | -------------- | ------------------- |
| Ференцварош         | 2:0            | Юргорден            |
| Селтік              | 6:0            | Рейк'явік           |
| Легія               | 1:0            | Лінфілд             |
| Шериф               | 2:0            | Фола                |
| Коннас-Кі Номадс    | 0:2            | Сараєво             |
| Црвена Звезда       | 5:0            | Юероп               |
| Будучност           | 1:3            | Лудогорець          |
| Арарат-Вірменія     | 0:1 (дч)       | Омонія              |
| Флоріана            | 0:2            | Клуж                |
| Маккабі (Тель-Авів) | 2:0            | Рига                |
| Карабах             | 4:0            | Сілекс              |
| Динамо (Тбілісі)    | 0:2            | Тирана              |
| Динамо (Брест)      | 6:3            | Астана              |
| Молде               | 5:0            | КуПС                |
| Флора               | 1:1 (пен. 2:4) | Судува              |
| Цельє               | 3:0            | Дандолк             |
| Клаксвік            | 3:0 (техн.)    | Слован (Братислава) |

1. ↑  Матч першого кваліфікаційного раунду між Клаксвік та Слован (Братислава) був запланований на 19 серпня 2020, але згодом був перенесений на 21 серпня 2020, оскільки один з гравців та один з співробітників Словану отримали позитивний результат на SARS-CoV-2.[13] Матч не відбувся 21 серпня через те, що були виявлені нові позитивні результати на SARS-CoV-2.[14] В результаті Словану зарахували технічну поразку згідно з положеннями регламенту УЄФА щодо випадків, пов'язаних з COVID-19.[15][16]

### Матчі
| 19 серпня 2020 21:00 (20:00 CEST) |

| Ференцварош      | 2:0      | Юргорден |
| ---------------- | -------- | -------- |
| - Нгуен 33', 62' | Протокол |          |

| Групама Арена, Будапешт Глядачів: 0 |

| 18 серпня 2020 21:45 (19:45 BST) |

| Селтік                                                                                             | 6:0      | Рейк'явік |
| -------------------------------------------------------------------------------------------------- | -------- | --------- |
| - Ельюнуссі 6', 90+1' - Arnór Sveinn Aðalsteinsson 17' (аг) - Жюлльєн 31' - Тейлор 46' - Едуар 72' | Протокол |           |

| Селтік Парк, Глазго Глядачів: 0 |

| 18 серпня 2020 20:00 (19:00 CEST) |

| Легія     | 1:0      | Лінфілд |
| --------- | -------- | ------- |
| Канте 82' | Протокол |         |

| Стадіон Війська Польського, Варшава Глядачів: 0 |

| 19 серпня 2020 21:00 |

| Шериф                  | 2:0      | Фола |
| ---------------------- | -------- | ---- |
| - Абан 36' - Лукич 80' | Протокол |      |

| Шериф, Тирасполь Глядачів: 0 |

| 19 серпня 2020 21:00 (19:00 BST) |

| Коннас-Кі Номадс | 0:2      | Сараєво          |
| ---------------- | -------- | ---------------- |
|                  | Протокол | - Татар 16', 65' |

| Кардіфф Сіті Стедіум, Кардіфф Глядачів: 0 |

| 18 серпня 2020 22:00 (21:00 CEST) |

| Црвена Звезда                                | 5:0      | Юероп |
| -------------------------------------------- | -------- | ----- |
| - Бен-Набуан 35', 44', 52' - Іванич 78', 87' | Протокол |       |

| Стадіон імені Райко Митича, Белград Глядачів: 0 |

| 19 серпня 2020 21:00 (20:00 CEST) |

| Будучност     | 1:3      | Лудогорець                                    |
| ------------- | -------- | --------------------------------------------- |
| - Чукович 31' | Протокол | - Марін Ескаві 12' - Чібота 25' - Соуза 90+3' |

| Міський стадіон, Подгориця Глядачів: 0 |

| 19 серпня 2020 18:00 (19:00 AMT) |

| Арарат-Вірменія | 0:1 (дч) | Омонія      |
| --------------- | -------- | ----------- |
|                 | Протокол | - Тьяго 94' |

| Стадіон Футбольної Академії, Єреван Глядачів: 0 |

| 19 серпня 2020 22:00 (21:00 CEST) |

| Флоріана | 0:2      | Клуж                         |
| -------- | -------- | ---------------------------- |
|          | Протокол | - Сестор 53' - Голофка 90+7' |

| Сентенарі, Та-Калі Глядачів: 0 |

| 19 серпня 2020 20:00 |

| Маккабі (Тель-Авів)              | 2:0      | Рига |
| -------------------------------- | -------- | ---- |
| - Блекмен 58' (пен.), 88' (пен.) | Протокол |      |

| Блумфілд, Тель-Авів Глядачів: 0 |

| 18 серпня 2020 19:00 (20:00 AZT) |

| Карабах                                    | 4:0      | Сілекс |
| ------------------------------------------ | -------- | ------ |
| - Ромеро 11' - Гер'є 40', 51' - Емрелі 80' | Протокол |        |

| Республіканський стадіон імені Тофіка Бахрамова, Баку Глядачів: 0 |

| 19 серпня 2020 20:00 (21:00 GET) |

| Динамо (Тбілісі) | 0:2      | Тирана                            |
| ---------------- | -------- | --------------------------------- |
|                  | Протокол | - Торасса 45+4' - Ізмаїльгеци 86' |

| Динамо Арена імені Бориса Пайчадзе, Тбілісі Глядачів: 0 |

| 18 серпня 2020 21:00 |

| Динамо (Брест)                                                            | 6:3      | Астана                                       |
| ------------------------------------------------------------------------- | -------- | -------------------------------------------- |
| - Гордійчук 16', 22' - Печенін 17' - Седько 37' - Абдулає Діалло 55', 90' | Протокол | - Томасов 45' - Ротаріу 53' - Бейсебеков 87' |

| Берестейський, Берестя Глядачів: 0 |

| 19 серпня 2020 19:00 (18:00 CEST) |

| Молде                                                                         | 5:0      | КуПС |
| ----------------------------------------------------------------------------- | -------- | ---- |
| - Гестад 26' - Ейкрем 37' - Омойджуанфо 69' - Педерсен 90+1' - Кнудтсон 90+4' | Протокол |      |

| Акер, Молде Глядачів: 0 |

| 19 серпня 2020 19:30 |

| Флора                                      | 1:1 (дч) | Судува                                        |
| ------------------------------------------ | -------- | --------------------------------------------- |
| - Саппінен 69'                             | Протокол | - Топчагич 90+4'                              |
|                                            | Пенальті |                                               |
| - Васильєв - Саппінен - Ярвелайд - Соометс | 5:3      | - Шврлюга - Шабала - Тадич - Пушич - Топчагич |

| А. Ле Кок Арена, Таллінн Глядачів: 0 |

| 19 серпня 2020 20:00 (19:00 CEST) |

| Цельє                                       | 3:0      | Дандолк |
| ------------------------------------------- | -------- | ------- |
| - Керин 43' - Візингер 89' - Дангубич 90+5' | Протокол |         |

| Ференц Суса, Будапешт Глядачів: 0 |

| 19 серпня 2020 21:00 (19:00 WEST) |

| Клаксвік | 3:0 (технічна поразка) | Слован (Братислава) |
| -------- | ---------------------- | ------------------- |
|          | Протокол               |                     |

| Від Дьюпумірар, Клаксвік Глядачів: 0 |

1. ↑  Матч Першого кваліфікаційного раунду між Клаксвік та Слован (Братислава) було заплановано на 19 серпня 2020 та перенесно на 21 серпня 2020, оскільки один з гравців та один з співробітників Словану отримали позитивний результат на SARS-CoV-2.[13] Матч не відбувся 21 серпня через те, що нові позитивні результати на SARS-CoV-2.[14] В результаті Словану зарахували технічну поразку згідно з регламентом УЄФА, а Клаксвік пройшли до наступного раунду, як номінальні переможці.[15][16].

## Другий кваліфікаційний раунд
Другий кваліфікаційний раунд розділений на 2-а шляха: шлях чемпіонів (для переможців національних турнірів) та шлях нечемпіонів (для команд, які посіли 2-е та нижче місця у національних турнірах).
Жеребкування відбулося 10 серпня 2020 року. Матчі відбулися 25-26 серпня 2020 року.

### Команди
Усього 26 команди мають зіграти в Другому кваліфікаційнрму раунді:
- Шлях чемпіонів (20 команд): 3 команди, що потрапили в цей раунд напряму, та 17 переможців Першого кваліфікаційного раунду.
- Шлях нечемпіонів (6 команд): 6 команд, що потрапили в цей раунд напряму.

Для жеребкування використовуються клубниі коефіцієнтіи УЄФА за 2020 рік. Для переможців Першого кваліфікаційного раунду (які не відомі на момент жеребкування) використовувється коефіцієнт команди, з найбільшим КК.
Шлях чемпіонів
| Група 1                         | Група 1                                  | Група 2                                        | Група 2                            | Група 3                                                             | Група 3                                           |
| Сіяні                           | Несіяні                                  | Сіяні                                          | Несіяні                            | Сіяні                                                               | Несіяні                                           |
| ------------------------------- | ---------------------------------------- | ---------------------------------------------- | ---------------------------------- | ------------------------------------------------------------------- | ------------------------------------------------- |
| - Селтік[†] - Динамо - Янг Бойз | - Клуж[†] - Ференцварош[†] - Клаксвік[†] | - Легія[†] - Маккабі (Тель-Авів)[†] - Молде[†] | - Цельє[†] - Судува[†] - Омонія[†] | - Динамо (Брест)[†] - Лудогорець[†] - Црвена Звезда[†] - Карабах[†] | - Мідтьюлланн - Шериф[†] - Сараєво[†] - Тирана[†] |

Примітки
1. † Переможець Попереднього раунду. Оскільки на момент жеребкування не було відомо, хто переможець, використовувався коефіцієнт команди з найбільшим КК. Команди, відмічені курсивом, обіграли суперника з більшим коефіцієнтом і, таким чином, використовували коефіцієнт суперника під час жеребкування.

Шлях нечемпіонів
| Сіяні                         | Несіяні                  |
| ----------------------------- | ------------------------ |
| - Бешикташ - Вікторія - Рапід | - ПАОК - АЗ - Локомотива |

### Результати
| Команда 1      | Рахунок        | Команда 2           |
| -------------- | -------------- | ------------------- |
| Клуж           | 2:2 (пен. 5:6) | Динамо              |
| Янг Бойз       | 3:1            | Клаксвік            |
| Селтік         | 1:2            | Ференцварош         |
| Судува         | 0:3            | Маккабі (Тель-Авів) |
| Легія          | 0:2 (дч)       | Омонія              |
| Цельє          | 1:2            | Молде               |
| Лудогорець     | 0:1            | Мідтьюлланн         |
| Динамо (Брест) | 2:1            | Сараєво             |
| Карабах        | 2:1            | Шериф               |
| Тирана         | 0:1            | Црвена Звезда       |

| Команда 1  | Рахунок  | Команда 2 |
| ---------- | -------- | --------- |
| АЗ         | 3:1 (дч) | Вікторія  |
| ПАОК       | 3:1      | Бешикташ  |
| Локомотива | 0:1      | Рапід     |

### Шлях чемпіонів
| 26 серпня 2020 21:00 |

| Клуж                                                          | 2:2 (дч) | Динамо                                                               |
| ------------------------------------------------------------- | -------- | -------------------------------------------------------------------- |
| - Перейра 64' - Дебелюх 90+3'                                 | Протокол | - Гояк 14' - Стоянович 78'                                           |
|                                                               | Пенальті |                                                                      |
| - Вінісіус - Дйокович - Рондон - Сушич - Голофка - Дяк - Болі | 5:6      | - Петкович - Леоваць - Адемі - Стоянович - Гояк - Ділавер - Гвардіол |

| Константін Радулеску, Клуж-Напока |

| 26 серпня 2020 21:15 (20:15 CEST) |

| Янг Бойз                                  | 3:1      | Клаксвік         |
| ----------------------------------------- | -------- | ---------------- |
| - Нсаме 51' - Сулеймані 57' - Нгамало 82' | Протокол | - Йоханнесен 79' |

| Стад де Суїсс, Берн |

| 26 серпня 2020 21:45 (19:45 BST) |

| Селтік       | 1:2      | Ференцварош            |
| ------------ | -------- | ---------------------- |
| - Кристі 53' | Протокол | - Сігер 7' - Нгуен 75' |

| Селтік Парк, Глазго |

| 26 серпня 2020 19:00 |

| Судува | 0:3      | Маккабі (Тель-Авів)                         |
| ------ | -------- | ------------------------------------------- |
|        | Протокол | - Рікан 30' - Блекмен 73' - Давідзада 90+2' |

| Судува, Маріямполе |

| 26 серпня 2020 21:00 (20:00 CEST) |

| Легія | 0:2 (дч) | Омонія                                |
| ----- | -------- | ------------------------------------- |
|       | Протокол | - Жорді Гомес 92' (пен.) - Тьяго 107' |

| Стадіон Війська Польського, Варшава |

| 25 серпня 2020 19:00 (18:00 CEST) |

| Цельє        | 1:2      | Молде                      |
| ------------ | -------- | -------------------------- |
| - Лотрич 38' | Протокол | - Хуссаїн 57' - Джеймс 74' |

| Здєжеле, Целє |

| 26 серпня 2020 20:30 |

| Лудогорець | 0:1      | Мідтьюлланн          |
| ---------- | -------- | -------------------- |
|            | Протокол | - Жуниор Брумадо 78' |

| Лудогорець Арена, Разград |

| 26 серпня 2020 21:00 |

| Динамо (Брест)              | 2:1      | Сараєво          |
| --------------------------- | -------- | ---------------- |
| - Гордійчук 3' - Діалло 49' | Протокол | - Дьоканович 34' |

| Берестейський, Берестя |

| 26 серпня 2020 19:00 (20:00 AZT) |

| Карабах                         | 2:1      | Шериф                  |
| ------------------------------- | -------- | ---------------------- |
| - Матич 22' (пен.) - Емрелі 63' | Протокол | - Франк Кастаньєда 78' |

| Республіканський стадіон імені Тофіка Бахрамова, Баку |

| 25 серпня 2020 21:00 (20:00 CEST) |

| Тирана | 0:1      | Црвена Звезда |
| ------ | -------- | ------------- |
|        | Протокол | - Томане 62'  |

| Ейр Албанія, Тирана |

### Шлях нечемпіонів
| 26 серпня 2020 17:30 (16:30 CEST) |

| АЗ                                                   | 3:1 (дч) | Вікторія          |
| ---------------------------------------------------- | -------- | ----------------- |
| - Копмайнерс 90+5' (пен.) - А. Гудмундссон 98', 118' | Протокол | - Лімберський 78' |

| АФАС, Алкмар |

| 25 серпня 2020 21:00 |

| ПАОК                         | 3:1      | Бешикташ    |
| ---------------------------- | -------- | ----------- |
| - Цоліс 7', 24' - Пелкас 30' | Протокол | - Ларін 37' |

| Тумба, Салоніки |

| 26 серпня 2020 20:00 (19:00 CEST) |

| Локомотива | 0:1      | Рапід      |
| ---------- | -------- | ---------- |
|            | Протокол | - Кара 32' |

| Краньчевічева, Загреб |

## Третій кваліфікаційний раунд
Жеребкування відбулося 31 серпня 2020 року. Матчі відбулися 15-16 вересня 2020 року.
Команди, які програли в цьому раунді в шляху нечемпіонів, потрапляють не в раунд плей-оф, а одразу в груповий етап Ліги Європи.

### Команди
Усього 16 команд мають зіграти в Третьому кваліфікаційному раунді:
- Шлях чемпіонів (10 команд): 10 переможців Другого кваліфікаційного раунду (Шлях чемпіонів).
- Шлях нечемпіонів (6 команд): 3 команди, що потрапили в цей раунд напряму, та 3 переможця Другого кваліфікаційного раунду (Шлях нечемпіонів).

Для жеребкування використовуються клубниі коефіцієнтіи УЄФА за 2020 рік. Перша команда в кожній парі грає вдома.
| Сіяні                                                                        | Несіяні                                                       |
| ---------------------------------------------------------------------------- | ------------------------------------------------------------- |
| - Динамо (Загреб) - Янг Бойз - Црвена Звезда - Карабах - Маккабі (Тель-Авів) | - Молде - Мідтьюлланн - Ференцварош - Омонія - Динамо (Брест) |

| Сіяні                            | Несіяні                      |
| -------------------------------- | ---------------------------- |
| - Бенфіка - Динамо (Київ) - Гент | - Рапід (Відень) - ПАОК - АЗ |

### Результати
| Команда 1           | Рахунок        | Команда 2      |
| ------------------- | -------------- | -------------- |
| Ференцварош         | 2:1            | Динамо         |
| Карабах             | 0:0 (пен. 5:6) | Молде          |
| Омонія              | 1:1 (пен. 4:2) | Црвена Звезда  |
| Мідтьюлланн         | 3:0            | Янг Бойз       |
| Маккабі (Тель-Авів) | 1:0            | Динамо (Брест) |

| Команда 1 | Рахунок | Команда 2 |
| --------- | ------- | --------- |
| ПАОК      | 2:1     | Бенфіка   |
| Динамо    | 2:0     | АЗ        |
| Гент      | 2:1     | Рапід     |

### Шлях чемпіонів
| 15 вересня 2020 20:00 (19:00 UTC+2) |

| Ференцварош            | 2-1      | Динамо        |
| ---------------------- | -------- | ------------- |
| Ловренчич 3' Uzuni 66' | Протокол | Uzuni 24'(аг) |

| Групама Арена, Будапешт |

| 16 вересня 2020 20:00 |

| Карабах                                                         | 0-0      | Молде                                                             |
| --------------------------------------------------------------- | -------- | ----------------------------------------------------------------- |
|                                                                 | Протокол |                                                                   |
|                                                                 | Пенальті |                                                                   |
| - Матич - Медведєв - Andrade - Medina - Магомедалиев - Гусєйнов | 5-6      | - Omoijuanfo - Aursnes - Hestad - Крістенсен - Ellingsen - Haugen |

| AEK Арена – Георгіос Карапатакіс, Ларнака |

| 16 вересня 2020 18:00 (19:00 UTC+4) |

| Омонія                          | 1-1      | Црвена Звезда                            |
| ------------------------------- | -------- | ---------------------------------------- |
| Люфтнер 32'                     | Протокол | Іваніч 45+2'                             |
|                                 | Пенальті |                                          |
| - Gómez - Гомеш - Sene - Лецякс | 4-2      | - Gavrić - Набуан - Falcinelli - Дегенек |

| ГСП, Нікосія |

| 16 вересня 2020 21:30 (20:30 UTC+2) |

| Мідтьюлланн                           | 3-0      | Янг Бойз |
| ------------------------------------- | -------- | -------- |
| Lefort 52'(аг) Dreyer 63' - Мабіл 85' | Протокол |          |

| MCH Арена, Гернінг |

| 16 вересня 2020 20:00 |

| Маккабі (Тель-Авів) | 1-0      | Динамо (Брест) |
| ------------------- | -------- | -------------- |
| Biton 51'(п)        | Протокол |                |

| Блумфілд, Тель-Авів |

### Шлях нечемпіонів
| 15 вересня 2020 21:00 |

| ПАОК                            | 2-1      | Бенфіка       |
| ------------------------------- | -------- | ------------- |
| - Giannoulis 64' - Живковіч 76' | Протокол | - Сілва 90+5' |

| Тумба, Салоніки |

| 15 вересня 2020 20:00 |

| Динамо                         | 2-0      | АЗ |
| ------------------------------ | -------- | -- |
| - Родрігес 50' - Шапаренко 87' | Протокол |    |

| НСК «Олімпійський», Київ |

| 15 вересня 2020 21:30 (20:30 UTC+2) |

| Гент                          | 2-1      | Рапід         |
| ----------------------------- | -------- | ------------- |
| - Dorsch 37' - Яремчук 60'(п) | Протокол | - Demir 90+4' |

| Геламко Арена, Гент |

## Раунд плей-оф
Жеребкування відбулося 1 вересня 2020 року. Перші матчі відбулися 22-23 вересня 2020 року, матчі-відповіді — 29-30 вересня 2020 року.

### Команди
Усього 12 команд мають зіграти в раунді плей-оф:
- Шлях чемпіонів (8 команд): 3 команди, що потрапили в цей раунд напряму та 5 переможців третього кваліфікаційного раунду (Шлях чемпіонів).
- Шлях нечемпіонів (4 команд): 1 команда, що потрапила в цей раунд напряму та 3 переможця третього кваліфікаційного раунду (Шлях нечемпіонів).

Для жеребкування використовуються клубні коефіцієнтіи УЄФА за 2020 рік. Для переможців третього кваліфікаційного раунду (які не будуть відомі на момент жеребкування) використовувється коефіцієнт команди з найбільшим КК з кожної пари. Перша команда в кожній парі грає перший матч вдома.
Оскільки команди з України та Росії не можуть грати проти одне одного з політичних причин, тому переможець матчу за участі Бенфіки мають грати з Краснодаром, а переможець матчу за участі Динамо мають зіграти з переможцем матчу за участі КАА Гент.
| Сіяні                                                     | Несіяні                                                         |
| --------------------------------------------------------- | --------------------------------------------------------------- |
| - Ред Булл - Олімпіакос (Пірей) - Ференцварош[†] - Славія | - Мідтьюланн[†] - Омонія[†] - Молде[†] - Маккабі (Тель-Авів)[†] |

Примітки
1. † Переможці Третього кваліфікаційного раунду (Шлях чемпіонів). Оскільки на момент жеребкування не було відомо, хто переможець, використовувався коефіцієнт команди з найбільшим КК. Команди, відмічені курсивом, обіграли суперника з більшим коефіцієнтом і, таким чином, використовували коефіцієнт суперника під час жеребкування.

| Сіяні                 | Несіяні               |
| --------------------- | --------------------- |
| - ПАОК[†] - Динамо[†] | - Гент[†] - Краснодар |

Примітки
1. † Переможці Третього кваліфікаційного раунду (Шлях нечемпіонів). Оскільки на момент жеребкування не було відомо, хто переможець, використовувався коефіцієнт команди з найбільшим КК. Команди, відмічені курсивом, обіграли суперника з більшим коефіцієнтом і, таким чином, використовували коефіцієнт суперника під час жеребкування.

### Результати
| Команда 1           | Заг.    | Команда 2   | 1-й матч | 2-й матч |
| ------------------- | ------- | ----------- | -------- | -------- |
| Славія              | 1:4     | Мідтьюланн  | 0:0      | 1:4      |
| Маккабі (Тель-Авів) | 2:5     | Ред Булл    | 1:2      | 1:3      |
| Олімпіакос (Пірей)  | 2:0     | Омонія      | 2:0      | 0:0      |
| Молде               | 3:3 (ч) | Ференцварош | 3:3      | 0:0      |

| Команда 1 | Заг. | Команда 2 | 1-й матч | 2-й матч |
| --------- | ---- | --------- | -------- | -------- |
| Краснодар | 4:2  | ПАОК      | 2:1      | 2:1      |
| Гент      | 1:5  | Динамо    | 1:2      | 0:3      |

### Шлях чемпіонів
| 22 вересня 2020 22:00 (21:00 CEST) |

| Славія | 0:0      | Мідтьюланн |
| ------ | -------- | ---------- |
|        | Протокол |            |

| Еден Арена, Прага |

| 30 вересня 2020 22:00 (21:00 CEST) |

| Мідтьюланн                                               | 4:1      | Славія       |
| -------------------------------------------------------- | -------- | ------------ |
| - Каба 65' - Шольц 84' (пен.) - Онієка 88' - Дреєр 90+1' | Протокол | - Олаїнка 3' |

| MCH Арена, Гернінг |

| 22 вересня 2020 22:00 |

| Маккабі (Тель-Авів) | 1:2      | Ред Булл                            |
| ------------------- | -------- | ----------------------------------- |
| - Бітон 10'         | Протокол | - Собослай 50' (пен.) - Окугава 58' |

| Блумфілд, Тель-Авів |

| 30 вересня 2020 22:00 (21:00 CEST) |

| Ред Булл                                | 3:1      | Маккабі (Тель-Авів) |
| --------------------------------------- | -------- | ------------------- |
| - Дака 16', 68' - Собослай 45+4' (пен.) | Протокол | - Карзев 30'        |

| Ред Булл Арена, Зальцбург |

| 23 вересня 2020 22:00 |

| Олімпіакос (Пірей)                       | 2:0      | Омонія |
| ---------------------------------------- | -------- | ------ |
| - Вальбуена 69' (пен.) - Ель-Арабі 90+2' | Протокол |        |

| Георгіос Караїскакіс, Пірей |

| 29 вересня 2020 22:00 |

| Омонія | 0:0      | Олімпіакос (Пірей) |
| ------ | -------- | ------------------ |
|        | Протокол |                    |

| ГСП, Нікосія |

| 23 вересня 2020 22:00 (21:00 CEST) |

| Молде                                     | 3:3      | Ференцварош                                |
| ----------------------------------------- | -------- | ------------------------------------------ |
| - Джеймс 55' - Ейкрем 65' - Еллінгсен 83' | Протокол | - Болі 7' - Узуні 52' - Харатін 87' (пен.) |

| Акер, Молде |

| 29 вересня 2020 22:00 (21:00 CEST) |

| Ференцварош | 0:0      | Молде |
| ----------- | -------- | ----- |
|             | Протокол |       |

| Групама Арена, Будапешт |

### Шлях нечемпіонів
| 22 вересня 2020 22:00 |

| Краснодар                          | 2:1      | ПАОК         |
| ---------------------------------- | -------- | ------------ |
| - Классон 40' (пен.) - Кабелла 71' | Протокол | - Пелкас 33' |

| Краснодар, Краснодар |

| 30 вересня 2020 22:00 |

| ПАОК              | 1:2      | Краснодар                           |
| ----------------- | -------- | ----------------------------------- |
| - Ель-Каддурі 77' | Протокол | - Міхаілідіс 73' (аг) - Кабелла 78' |

| Тумба, Салоніки |

| 23 вересня 2020 22:00 (21:00 CEST) |

| Гент             | 1:2      | Динамо                     |
| ---------------- | -------- | -------------------------- |
| - Кляйндінст 41' | Протокол | - Супряга 9' - де Пена 79' |

| Геламко Арена, Гент |

| 29 вересня 2020 22:00 |

| Динамо                                                     | 3:0      | Гент |
| ---------------------------------------------------------- | -------- | ---- |
| - Буяльський 9' - де Пена 36' (пен.) - Родрігес 49' (пен.) | Протокол |      |

| НСК «Олімпійський», Київ |